# علي عادل شاه الأول
أَبُو المُظَفَّر عَليّ بنُ إِبرَاهِيمَ بنِ إسْمَاعِيل بنِ يُوسُف عَادِل شَاه (بالفارسية: ابوالمظفر علی بن ابراهیم بن اسماعیل بن یوسف عادل شاه) المعروف اختصارًا باسم عَليّ عَادِل شَاه الأوَّل (بالفارسية: علی عادل شاه یکم) (–1579م) هو خامس سلاطين بيجابور من السلالة العادل شاهية، اعتلى العرش في الفترة من 1558م إلى وفاته في سنة 1579م، في يوم تتويجه أعاد إعلان الخطبة الشيعية. كان قائدًا في «تحالف سلطنات الدكن» الذي أعاد تشكيل السياسة في جنوب الهند، وهو أحد قيادات «عصبة ملوك الهند» الذين حاربوا الاحتلال البرتغالي في الهند.